# Vertikaler Freiraum

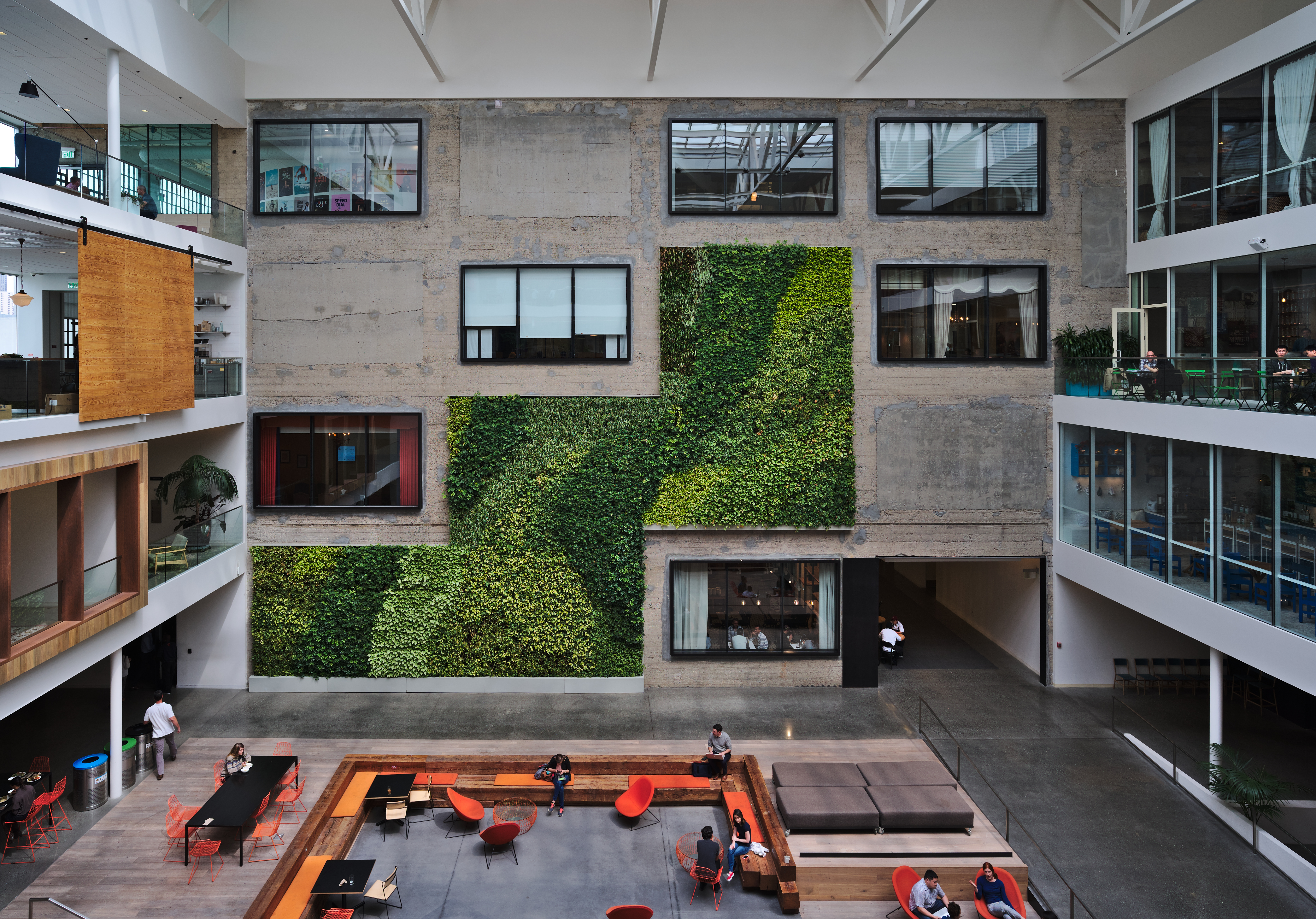
Airbnb, San Francisco

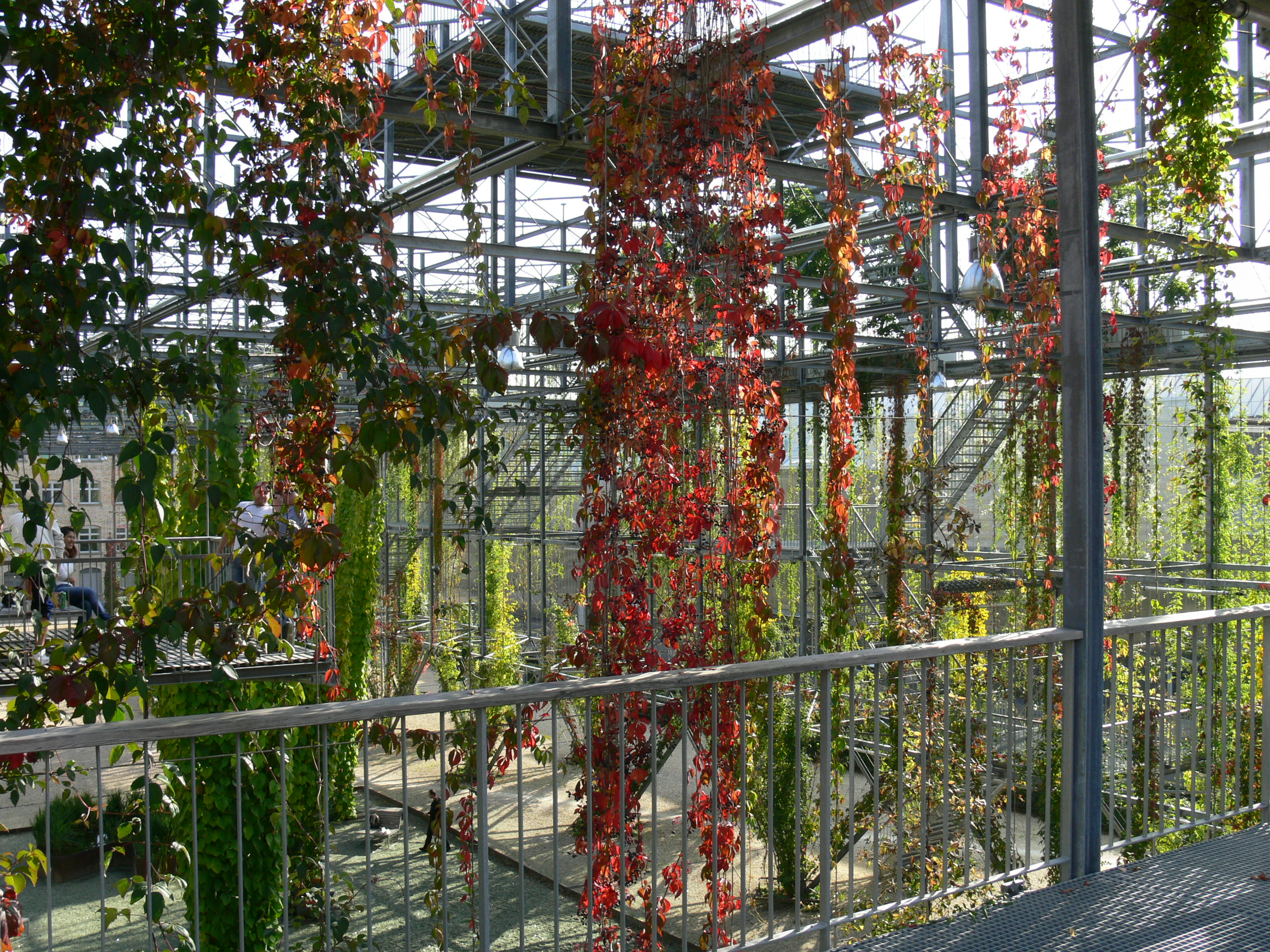
MFO-Park Zürich, Schweiz

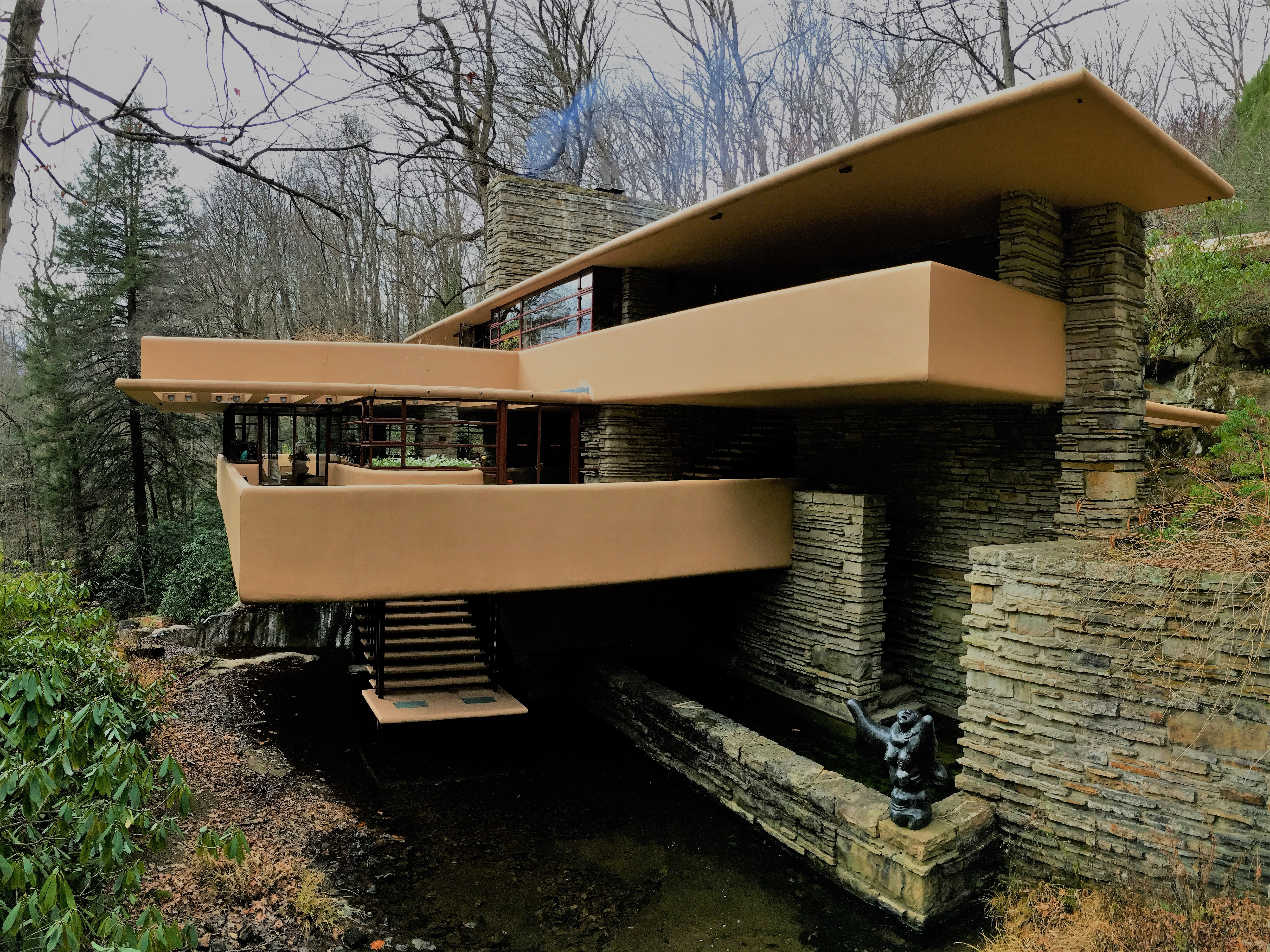
Balkonlandschaft in Fallingwater von Frank Lloyd Wright

Vertikaler Freiraum ist ein Begriff aus der Landschaftsarchitektur, Architektur,  Stadt- und Landschaftsplanung.
Man spricht von einem Vertikalen Freiraum, wenn Freiflächen geschichtet werden und dadurch ein begehbarer dreidimensionaler Freiraum geschaffen wird. So entstehen Möglichkeitsräume in der Vertikalen, die beispielsweise bislang nicht nutzbare Zwischenräume zwischen Gebäuden zugänglich machen. Unter „Vertikalität“ kann man räumlich zwei grundsätzliche Ausformungen verstehen: Entweder spricht man von einem geschichteten Freiraum wie dem MFO-Park in Zürich oder von einem senkrechten Objekt, wie z. B. von den „vertikalen grünen Wänden“ von Patrick Blanc. Im Gegensatz zu den Arbeiten von Blanc sollte ein Freiraum immer Zugänglichkeit und somit auch Begehbarkeit zum Thema haben. Bei einem Vertikalen Freiraum handelt es sich demnach um einen geschichteten Außenraum mit mindestens zwei begehbaren Ebenen. Es gibt zahlreiche Beispiele, die die Bandbreite an Einsatz- und Nutzungsmöglichkeiten vertikaler Freiräume aufzeigen:
- Soziale und bauliche Dichte: SESC Pompéia, 1111 Lincoln Road, Laubengang
- Aussicht und Übersicht: Aussichtsturm, Baumwipfelpfad Schwarzwald, Turm
- Erholung und das Erlebnis von Vertikalität: Freizeitpark
- Prestige: Hängende Gärten der Semiramis, Villa Jovis
- Schutz: Baumhaus, Petra (Jordanien), Çatalhöyük
Bisher wurden Freiräume im allgemeinen Verständnis meist als „fließend existierendes Kontinuum unter freiem Himmel, das sich von seinem Umfeld durch geringe bauliche Überformung abhebt“ (Bernard, Sattler 1997) beschrieben. Damit schließt man aber automatisch vertikale, architekturnahe Freiräume wie beispielsweise Balkone aus, die jedoch eine wichtige Rolle bei der Versorgung mit privatem Freiraum spielen. In der Realität ist der Freiraum einer Stadt bereits heute etwas viel Umfassenderes, Vielschichtigeres und Dreidimensionales. „So scheint es angemessener, Freiraum eher mit dem architektonischen Begriff „Außenraum“ zu definieren: Ein Raum also, der nur bedingt vor Witterungseinflüssen geschützt ist.“